# Lindnerica
Lindnerica é um gênero de mariposa pertencente à família Acrolophidae.